# Erika (dal)
Az Erika (vagy kezdő sora után: Auf der Heide blüht ein kleines Blümelein) egy német katonadal. A dalt Herms Niel szerezte az 1930-as években, hamarosan népszerű lett a Wehrmachtban, elsősorban a Heer (szárazföldi erők), kisebb mértékben a Kriegsmarine (haditengerészet) körében. A dal címe egyfelől a hanga (lat Erica) növénynév német megfelelője, másrészt az Erik férfinév női párja; a kiterjedt hangamezők, hangás fenyérek jellegzetes tájképi elemek Németország egyes vidékein. A dal az erősen poroszos jellegű Chilei Hadseregben is hagyományossá vált. A dalnak Rózsika címmel készült magyar változata is.

## Szöveg

### Eredeti német változat
ERIKA 

### Magyar változat
ERIKA 

Kint a pusztán nyílik egy szép rózsaszál,
a neve Erika.

Minden álmom, minden vágyam arra száll,
ahol jár Erika.

Mert a csókja édes, annyi szent,

Kis köténye illatozva leng.

Kint a pusztán nyílik egy szép rózsaszál,
a neve Erika.